# Satans trilogi
Satans trilogi var en omslutande teater och konsthändelse som pågick i Atlas Copcos rivningslokaler på Sickla industriväg 6a (nedanför tidigare Nobelberget) i Nacka åren 2015–2017. Projektet startades av Jimmy Meurling och Py Huss-Wallin i samarbete med Atrium Ljungberg. Andreas Blom anslöts snart till projektet och tillsammans intog trion fyra våningar tomma kontorslokaler och startade det som skulle komma att bli Satans trilogi.

## Projektet
Totalt engagerade projektet drygt 1300 konstnärer, scenkonstnärer, arkitektstudenter, musiker, snickare och volontärer under de aktiva åren. Tre omslutande scenföreställningar sattes upp med varierande tema (Satans demokrati 2015, Satans delirium 2016 och Satans död 2017). Konststudenter jobbade parallellt med mer etablerade och legendariska svenska konstnärer som Ziggy och Hop Louie. Många konstnärer verksamma inom olika områden, allt från skulptur, graffiti och oljemåleri till performance, har passerat genom huset och skapade tillsammans med studenter från KTH de scenrum och miljöer där de omslutande föreställningarna sedan genomfördes till musik av kompositör Magnus Larsson. I trilogins sista del Satans död framfördes musiken live av Beata Söderberg Quin, Elin Thorsell, Erik Brag Månsson och Anders Sjögren. Woland gestaltades av Angela Wand i alla tre produktionerna.
Den första föreställningens experimentella teaterkoncept föddes med inspiration från Punchdrunks produktion Sleep no more och var en tolkning av Michail Bulgakovs verk Mästaren och Margarita. Publiken bjöds in i en fiktiv fantasieggande värld som sträckte sig över 3 våningar där de, iklädda mask, uppmanades att individuellt göra sin resa i husets 150 rum på totalt 3500 m² samtidigt som föreställningen pågick parallellt i flera av rummen. 32 skådespelare var aktiva i spel under de 4 timmar som föreställningen utspelade sig. Under del 2 och 3 avtog mängden skådespelare och musiker och performancekonstnärer tog större plats, bland annat i form av konstnärliga och musikaliska gästframträdanden (av bland andra Erik Rapp, Emma Broomé, Duodöden, Susanna Nylund, (Skuggorna bakom oss). Uppskattningsvis har 30 000 personer besökt de tre föreställningarna och flera utställningar som hållits i Satans demokratis lokaler.
| ”                | “Konsten är farlig. Ty konsten förenar människor i det omöjliga. Att göra istället för att vänta. Att tala istället för att tiga. Att tro på att förändring är möjligt. Så låt oss!” | „ |
| – Py Huss-Wallin | |   |

Satans trilogi var ett modernt exempel på kollektivt skapande, det breddade definitionen av vad en kulturupplevelse kan vara och inspirerade till vidare omslutande konst och teaterprojekt i Sverige. Projektet förde samman många olika konstnärliga krafter som har lett till vidare samarbeten. Det ideella engagemang som pågick i huset forskades på av Aron Schoug och finns att läsa om som en del i hans doktorsavhandling Motivera ideella - om ledarskap, människors behov och drivkrafter
Woland presenterar är den grupp och ideella förening som ligger bakom Satans trilogi och verksamheten i huset. Bakom Woland presenterar stod: Py Huss-Wallin, Jimmy Meurling, Andreas Blom, Sara Jernberg, Robin Dahlqvist och Emelie Bergbohm. Namnet är inspirerat från Woland  i Mästaren och Margarita.

## Produktioner
- Satans Demokrati:[4][5][6] Spelades 13 november - 31 december 2015
- Satans delirium:[7][8][9][10] Spelades 1 oktober - 31 december 2016
- Satans död:[11][12][13] Spelades 4 november - 31 december 2017

Två böcker har gjorts om projektet. Båda böckerna innehåller bilder av miljöerna och texter av de medverkande.
- Satans Demokrati av Hugo Röjgård.
- Satans delirium av Jimmy Meurling och Sara Jernberg.

## Nomineringar
- Årets Formförnyare - Scenkonstgalan 2017 [14]
- Stockholmspriset 2017 SCEN - Nöjesguiden 2017[15]

## Samarbeten
Under åren gjordes många gränsöverskridande samarbeten, både med andra verksamheter i huset som Resursteamets dagliga verksamhet och Noden.
- KTH [16]
- SKH
- SMU - Stockholms Musikalartist utbildning
- Resursteamet - Nytida
- Kollektivet livet
- Atrium Ljungberg
- Bohm bohm room

## Efterspel
Level4 var det kollektiv och den förening som bildades 2018 efter Satans död. Föreningen grundades av ett flertal av de konstnärer som medverkat under de tre produktionerna som ingick i Satans trilogi. Efter trilogins slut tog konstnärerna i Level4 över lokalerna på Sickla industriväg 6a (vid det laget totalt 5 våningar) och verkade där under 2018 tills huset tömdes för rivning. Utöver ateljéverksamhet arrangerades det bland annat utställningar, konserter, aktiviteter för barn via Candy land (Selva studio) och storslagna fester. Huset revs våren 2019.